# Utik, Vodice
Utik este o localitate din comuna Vodice, Slovenia, cu o populație de 378 de locuitori.